# 粟津駅 (滋賀県)
粟津駅（あわづえき）は、滋賀県大津市別保一丁目にある、京阪電気鉄道石山坂本線の停留場。駅番号はOT04。

## 歴史
太平洋戦争末期から終戦直後にかけて、京都市内から出る屎尿を当駅まで運ぶ貨物輸送が行われたことがある（鉄道による糞尿輸送を参照）。

### 年表
- 1913年（大正2年）5月1日：大津電車軌道膳所（現・膳所本町） - 別保間開通と同時に、別保駅（ぺっぽえき）として開業。当初は終着駅で現在の瓦ヶ浜駅付近にあった。
- 1914年（大正3年）1月12日：当駅から石山駅前（現・京阪石山）まで路線延伸。途中駅となる。
- 1914年（大正3年）1月17日：現在地に移設。同時に粟津駅（あわづえき）に改称。
- 1927年（昭和2年）1月21日：会社合併により琵琶湖鉄道汽船の停留場となる。
- 1929年（昭和4年）4月11日：会社合併により京阪電気鉄道石山坂本線の停留場となる。
- 1943年（昭和18年）10月1日：会社合併により京阪神急行電鉄（現・阪急電鉄）の停留場となる。
- 1949年（昭和24年）12月1日：会社分離により改めて京阪電気鉄道の停留場となる。

## 停留場構造
相対式ホーム2面2線をもつ地上駅。駅舎（改札口）は坂本比叡山口方面行ホームのびわ湖浜大津寄りにあり、反対側の石山寺方面行ホームへは構内踏切で連絡している。改札口には窓口・自動改札機（PiTaPaなどICカード専用・フラップ無し）が設置されている。
以前は早朝・夜間以外は駅員が配置されていたが、2016年3月頃より調査日以外は完全無人化されている。

### のりば
| ホーム | 路線        | 方向 | 行先                           |
| ------ | ----------- | ---- | ------------------------------ |
| 駅舎側 | ▼石山坂本線 | 下り | びわ湖浜大津・坂本比叡山口方面 |
| 反対側 | ▼石山坂本線 | 上り | 石山寺方面                     |

付記事項
- ホーム有効長は2両。のりば番号は設定されていない。
- 「粟津」という駅名を名乗ってはいるが、粟津町の最寄りとなる駅（停留場）は当駅（当停留場）ではなく、1つ隣の京阪石山駅である。

## 利用状況
1日：699人（2012年）

## 停留場周辺
- 日本電気硝子本社・大津事業場
- ローム滋賀工場（旧：ローム滋賀[3]）
- 滋賀県衛生科学センター（食品安全監視センター）
- 滋賀県健康づくり財団
- NIHO（ニホ） - 結婚式場
- 大津市立粟津中学校
- アスク御殿浜保育園
- 巴御前供養塔
- 国道1号
- 滋賀県道102号大津湖岸線
- 近江鉄道バス「衛生科学センター前」停留所 - 湖岸線

## 隣の停留場
京阪電気鉄道
▼石山坂本線
京阪石山駅 (OT03) - 粟津駅 (OT04) - 瓦ヶ浜駅 (OT05)